# クロニア祭
クロニア祭（クロニアさい、Kronia）は、クロノスを称えるアテナイの祭りである。アッティカ暦の最初の月で、概ね7月の後半と8月の前半に当たるヘカトイバイオーン（Hekatombaion）の12日に行われていた。この祭りはイオニアの一部でも祝われたが、これらの地域では祭りの行われる月が祭りの名称にちなんでクロニオンとして知られていた。

## 概要
ローマの劇作家ルシウス・アシウスはクロニアを祝うのに「ほとんどの野や街で宴を楽しみ、ひとびとは自身の使用人に奉仕していた」と述べている。奴隷も自由民も貧者も富者も、みな一緒に食事をし、サイコロ遊び (kyboi) やナックルボーンズ (astragaloi)、ボードゲーム (pessoi) といったゲームで遊んだ。このような仕事からの解放と社会的平等主義を楽しむことは、クロノスが世を統べていた神話の黄金時代を彷彿とさせる。黄金時代とは、大地は自然発生的に人類の生命を支えたため、労働は必要なく、奴隷もいなかった。つまり「それは階層的、搾取的、そして略奪的な関係が存在しない秩序だった時代だった」。アシウスはクロニア祭がローマのサートゥルナーリア祭に与えた影響を説明するためにクロニア祭について記述する。
クロニアは社会の抑圧を一時的に忘れられる時間だった。奴隷たちは職務から解放され、主人と一緒に祭りに参加した。奴隷は「大声を上げたり騒いだりして、街中を騒いで回ることを許された」。クロニア祭りは収穫祭と呼ばれた。クロニア祭以外にクロノスに対する信仰を示す証拠は限られたものしかない。